# Kazimierz Passowicz
Kazimierz Henryk Passowicz (ur. 4 lutego 1905 w Brodach, zm. 28 października 1945 w Toruniu) – polski zoolog-limnolog.

## Życiorys
Do szkoły powszechnej uczęszczał we Lwowie, a następnie zamieszkał w Cieszynie, gdzie rozpoczął naukę w gimnazjum. Po ponownej przeprowadzce do Lwowa tam kontynuował naukę, którą przerwał  w 1920, gdy walczył w obronie miasta podczas wojny polsko-bolszewickiej. Ostatecznie egzamin dojrzałości złożył dopiero w 1924 w Dębicy, rok później rozpoczął studia biologiczne na Uniwersytecie Jagiellońskim. W 1931 został powołany do zasadniczej służby wojskowej, która trwała z przerwą na urlop zdrowotny do 1933. W 1934 uzyskał tytuł magistra i rozpoczął przewód doktorski pod kierunkiem prof. Michała Siedleckiego, a ukończył dwa lata później przedstawiając rozprawę "Studien über das Verhalten des Wasserflöhe Daphnia pulex de Geer in Zuchlösungen von verschiedenen Wasserstoffionenkonzent-rationen", na podstawie której został doktorem nauk ścisłych w zakresie zoologii. Od maja 1936 pracował w Stacji Hydrobiologicznej nad jeziorem Wigry we wsi Stary Folwark, gdzie był asystentem prof. Alfreda Lityńskiego. W dniu 18 sierpnia został nominowany na adiunkta w kierowanym przez prof. Franciszka Staffa Zakładzie Rybactwa Katedry Ichtiologii i Rybactwa Szkoły Głównej Gospodarstwa Wiejskiego, pracę miał rozpocząć 1 września. 24 sierpnia 1939 został zmobilizowany do 41 Suwalskiego Pułku Piechoty, z którym w randze podporucznika wyruszył, aby bronić Warszawy. Po kapitulacji stolicy dostał się do niewoli i został uwięziony początkowo w oflagu XII A, a następnie w XI B. Mimo ciężkich warunków uczył się języka angielskiego i niemieckiego, w miarę możliwości pogłębiał wiedzę przyrodniczą. Prowadził wykłady biologii, jego słuchaczami byli przyrodnicy, weterynarze i rolnicy. Po zakończeniu wojny wyruszył do bliskich przebywających w Toruniu, dotarł tam 5 lutego 1945, dwa dni później zameldował się w komendzie MO jako zwolniony jeniec numer 1117 oflagu XI B. 15 lutego został zatrudniony w Pomorskiej Izbie Rolniczej na stanowisku inspektora rybactwa, pięć dni później urząd wojewódzki oddelegował go w teren, aby organizował gospodarkę rybną. Od 1 marca dr. Józef Borowik kierujący Instytutem Naukowym SGGW zatrudnił Kazimierza Passowicza powierzając mu kierowanie pracownią rybacką w Solcu Kujawskim. W maju 1945 udał się z asystą do pozostawionych przez okupanta placówkach hydrobiologicznych, aby zabezpieczyć pozostawione tam wyposażenie. Przebywali m.in. w Zakładzie Doświadczalnym w Giżycku i Stacji Hydrobiologicznej nad jeziorem Wigry. W dniu 31 sierpnia 1945 złożył rezygnację z pracy w charakterze inspektora rybackiego i postanowił poświęcić się pracy naukowej. Dwa tygodnie później zaciął się przy goleniu twarzy, wyniszczony podczas niewoli organizm zaatakowała sepsa ogólna, w wyniku której zmarł 28 października 1945. Spoczywa na Cmentarzu Komunalnym nr. 2 im. Ofiar II wojny światowej w Toruniu.

## Praca naukowa
Badał zachowanie organizmów wodnych (wioślarek i stułbi) w zmiennych stężeniach Ph, przebywających w syntetycznym płynie hodowlanym. Ponadto prowadził prace związane z klasyfikacją jezior Pojezierza Suwalskiego, a także opracował dwa podręczniki dotyczące metod konserwacji sieci rybackich, które opublikowano po jego śmierci.